# نظام المواد الغذائية قليلة السعرات
نظام المواد الغذائية قليلة السعرات هو نظام غني بالمغذيات المختلفة ولكنه يفتقر بشكل كبير للسعرات الحرارية،  تم تطويره بواسطة (روي ولفورد)، (ليزا ولفورد) و (بريان ديلاني). يعتمد النظام على تقليل السعرات الحرارية مع الحفاظ على  امداد الجسم بالمواد الغذائية الغنية بشكل يومي بهدف الحفاظ على الصحة العامة وتأخير أعراض وأمراض الشيخوخة. يُطلق على هذا النظام أيضًا: نظام السعرات المحدودة، نظام امداد العمر، النظام المضاد للشيخوخة. وقد قام الأخوان (ولفورد) بالاشتراك مع (ديلاني) بتأسيس (الجمعية الدولية لتقليل السعرات) في عام 1994 ميلادية، وذلك للترويج لهذا النظام الغذائي.

## الأصول
تم تأسيس هذا النظام الغذائي بناءًا على البيانات التي قام (ولفورد) بتجميعها خلال مشاركته في المشروع البيئي بيوسفير-2.

## النظرية
يعتقد مؤيدوا هذا النظام أن جميع الأشخاص لديهم نقطة ضبط خاصة بوزنهم، وهو الوزن الثابت للشخص الذي سيبقى عليه ان قام بتناول وجباته الغذائية المعتادة، ويعتقدون أن هذه النقطة تتحدد بواسطة عدة عوامل منها الوراثية والعادات الغذائية وبعض العوامل الأخرى أثناء الطفولة. ويوصي أن يظل مُتبعوا هذا النظام أقل بما يتراوح من 10% إلى 25% عن نقطة الضبط الخاصة بهم وهذا ضروري لكي يكون النظام فعالًا لأقصى درجة. القاعدة المُتبعة لقياس نقطة الضبط هي قياس نسبة الدهون بالجسم. والتي تكون 10% إلى 15% عند الإناث و 6% إلى 10% عند الذكور. يقترح مؤيدوا النظام استخدام أدوات قياس ثنيات الجلد (وتحديدًا مقياس ثنيات الجلد)، بعض المقاييس الرقمية المُعينة، قياس متوسط كثافة الجسم وتحليل المعاوقة الكهربائية البيولوجية لتحديد كمية الدهون بالجسم. يتم استخدام الوزن الحالي للجسم وكمية الدهون لتحديد الوزن المطلوب (تحت نقطة الضبط)، ثم تخطيط واتباع نظام غذائي أولي لحين الوصول للوزن المطلوب. بعد ذلك يتم تحديد مستوى خفض السعرات الحرارية المطلوب في الوجبات اليومية. يوصي مؤيدوا النظام خفض السعرات المتناولة بحاولي 20%. الكمية الفعلية المتناولة يوميًا تعتمد على معدل الأيض الأساسي لكل مُتبع للنظام، الكمية الشائعة هي 1800 سعر حراري لليوم الواحد.